# Dauphin (titre)
Pour les articles homonymes, voir dauphin (homonymie).
Le titre de dauphin était attribué à sa naissance au fils aîné du roi de France régnant. En cas de mort du dauphin, son frère cadet recevait à sa place le titre de dauphin.
Dauphin fut à l'origine le surnom, puis le titre, des seigneurs du dauphiné de Viennois, comtes d'Albon-Viennois et, à partir du « transport » du Dauphiné au royaume de France, en 1349, le titre porté par le fils aîné du roi de France. 
Robert IV, fils de Guillaume VII d'Auvergne, comte de Clermont, et de Marquise d'Albon, a porté le prénom de Dauphin en hommage à son grand-père Guigues IV d'Albon appelé Dauphin et adopté un blason représentant un dauphin. Le titre de dauphin d'Auvergne est conservé par ses descendants héritiers de son fief, partie du comté d'Auvergne, qui prend le nom de dauphiné d'Auvergne.
Pendant les deux monarchies constitutionnelles de Louis XVI et Louis-Philippe, le titre de dauphin a été officiellement remplacé par celui de prince royal de France pour désigner l'héritier présomptif du Trône.
L'expression latine Ad usum delphini désigne un livre ou une édition de livre destiné à l'instruction du dauphin et, de façon ironique, expurgé de ce qu'on ne peut mettre sous les yeux de lecteurs trop jeunes.
Par extension, on désigne en général comme dauphin la personne qui est destinée à succéder à un chef.

## Histoire

### Titre du comte de Viennois (1133-1349)
Les comtes de Viennois et comtes d'Albon, seigneurs du dauphiné de Viennois, furent les premiers à porter le titre de dauphins de Viennois. 
Ce surnom vient du fait que de nombreux comtes du Viennois ont porté comme second prénom Dauphin, équivalent assez peu courant au masculin du prénom féminin Delphine (ou Dauphine), depuis Guigues IV Dauphin, comte d'Albon et du Viennois de 1133 à 1142. Une des hypothèses est que ce prénom, Dauphin (Delphinus en latin), qui représente un animal marin homonyme, rappellerait les liens forts du Dauphiné avec la Provence et la culture gréco-latine issue du monde méditerranéen. Il renverrait à une légende propre à l'univers du merveilleux en Royaume d'Arles en vertu de laquelle tous les chevaliers sont des Dauphins. D'autres historiens émettent l'hypothèse selon laquelle l'épouse de Guigues III comte d'Albon, Mathilde dite regina, serait la veuve d'un roi des Romains germanique (peut-être Conrad de Franconie alias Conrad de Basse-Lotharingie, selon Etienne Pattou), d'où son titre, et la fille du comte normand de la Maison de Hauteville Roger Ier de Sicile, qui dominait le sud de l'Italie, et notamment la ville de Tarente, dont le blason représente un dauphin. Elle aurait ainsi donné ce surnom à leur fils le futur Guigues IV d'Albon (Guigo Delphinus),,.

### Titre du fils aîné du roi de France (1349-1830)

Représentation héraldique de la couronne du dauphin de France.

Le premier prince français à avoir été surnommé « le dauphin » fut Charles V le Sage, fils aîné survivant de Jean II et aîné des petits-fils de Philippe VI. Le dernier fut le fils aîné de Charles X, Louis-Antoine (auparavant duc d'Angoulême jusqu'en 1824), qui renonça à ses droits à la Couronne de France en faveur de son neveu le duc de Bordeaux (futur Henri V),  à peine 20 minutes après que Charles X eut abdiqué la couronne, le 2 août 1830. 
Le fils aîné du roi de France se voyait attribuer à la naissance le titre de dauphin, selon la promesse qu'avait faite par lettres patentes datée d’août 1343 le roi Philippe VI de Valois à Humbert II de Viennois, lors de son séjour à Sainte-Colombe où il était présent cherchant à acquérir le Dauphiné. Il ordonnait que, désormais, lui et ceux de ses successeurs à qui il appartiendra, seront appelés dauphin de Viennois. La vente de la seigneurie d'Albon et du Viennois conclue lors du traité de Romans le 30 mars 1349, entre Humbert II et le roi de France Philippe VI entérina cette décision. Le fils aîné porterait désormais le titre de dauphin. C'est le petit-fils de Philippe VI, le futur Charles V, qui fut le premier Dauphin. Le seul Dauphin ayant exercé un pouvoir effectif dans le Dauphiné fut le futur Louis XI qui le gouverna à la façon d'un chef d'État.
Jeanne d'Arc donne ce titre au futur Charles VII jusqu'à son sacre, indiquant par là qu'étant le fils aîné du défunt roi, il était héritier de la Couronne.
Pour avoir le titre de dauphin, il fallait donc être le fils ou le petit-fils du roi régnant. C'est pourquoi François Ier, cousin de son prédécesseur Louis XII, ne fut pas véritablement "dauphin de Viennois", bien que certains, dont son précepteur, lui aient donné le titre de "dauphin" en tant qu'héritier présomptif de la Couronne après Louis XII. C'est aussi pourquoi actuellement, les fils aînés des prétendants au trône ne peuvent pas être désignés par le titre de dauphin, si ce n'est comme titre de courtoisie.
Jusqu'à Henri II, on parlait de dauphin de Viennois, après lui on parla de dauphin de France. En effet, le terme de dauphin de France fut utilisé pour le futur François II, déjà roi d'Écosse par alliance, jusqu'en 1559 ; il était difficile de mettre sur le même plan le royaume d'Écosse et le dauphiné de Viennois, et le fils aîné d'Henri II porta donc le double titre de roi d'Écosse et dauphin de France.

### Autres utilisations
Le titre de dauphin de Gérone a été utilisé en 1387-1388 pour désigner l'infant Jaume, fils et héritier du roi Jean Ier d'Aragon. Le titre traditionnel des héritiers de la couronne d'Aragon était duc de Gérone, mais il est probable que le roi, sous l'influence du modèle français, ait voulu distinguer son fils des autres princes de la maison d'Aragon. Après la mort de l'infant Jaume, le titre de dauphin de Gérone ne fut plus utilisé.
L'expression s'utilise encore couramment pour désigner le successeur désigné d'une personnalité célèbre (homme d'État, champion, ou magnat fortuné).